# Acacia tepicana
Acacia tepicana é uma espécie de leguminosa do gênero Acacia, pertencente à família Fabaceae.